# San Silvestre (paroisse civile)
Pour les articles homonymes, voir San Silvestre.
San Silvestre est l'une des quatorze paroisses civiles de la municipalité de Barinas dans l'État de Barinas au Venezuela. Sa capitale est San Silvestre. En 2011, sa population s'élève à 6 905 habitants et en 2018 à 8 264 habitants.

## Géographie

### Démographie
Hormis sa capitale San Silvestre, la paroisse civile possède plusieurs localités dont :
- Buena Vista
- Corral Falso
- El Cerrito
- El Porvenir
- Hato Viejo del Medio
- Hato Viejo del Norte
- Hato Viejo del Sur
- La Morita
- Las Flores
- Las Mayitas
- Las Mercedes
- Los Palmares
- Micailero
- Punto Fijo
- Sabana del Pagüey Central
- Sabana del Pagüey Este
- Sabana del Pagüey Norte
- Sabana del Pagüey Oeste
- Sabana del Pagüey Sur
- San Silvestre
- Tres Matas
- Vainillas
- Vainillas del Este

## Sources
- (es) Cet article est partiellement ou en totalité issu de l’article de Wikipédia en espagnol intitulé « Municipio Barinas » (voir la liste des auteurs).